# Hypena callichlaena
Hypena callichlaena är en fjärilsart som beskrevs av Louis Beethoven Prout. Hypena callichlaena ingår i släktet Hypena och familjen nattflyn. Inga underarter finns listade i Catalogue of Life.